# Gouverneur van Rome
De gouverneur van Rome of vice-camerlengo was, ten tijde van de Pauselijke Staat of Kerkelijke Staat, de bestuurder van de stad Rome, de hoofdstad van de Pauselijke Staat. 

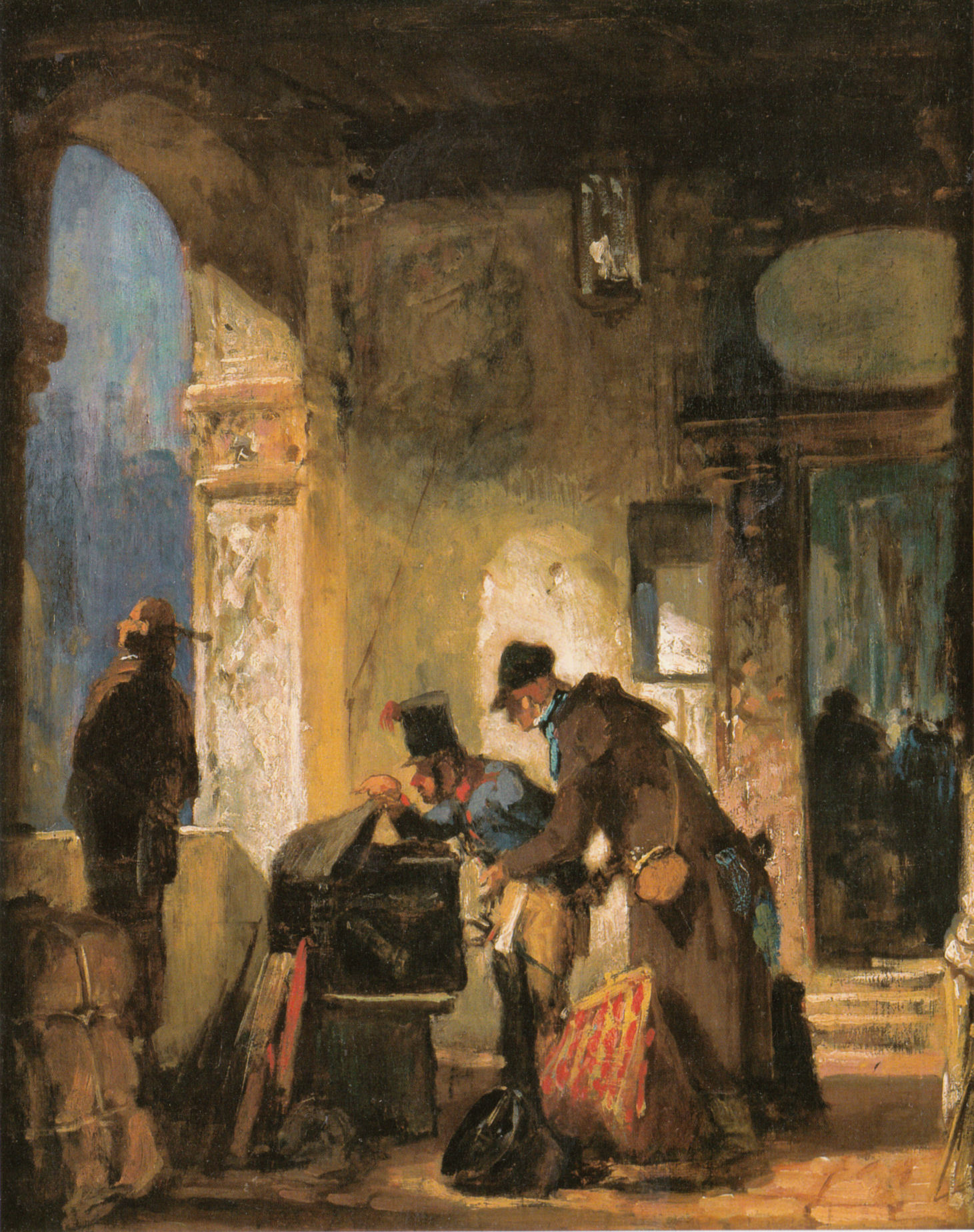
Pauselijk douanier

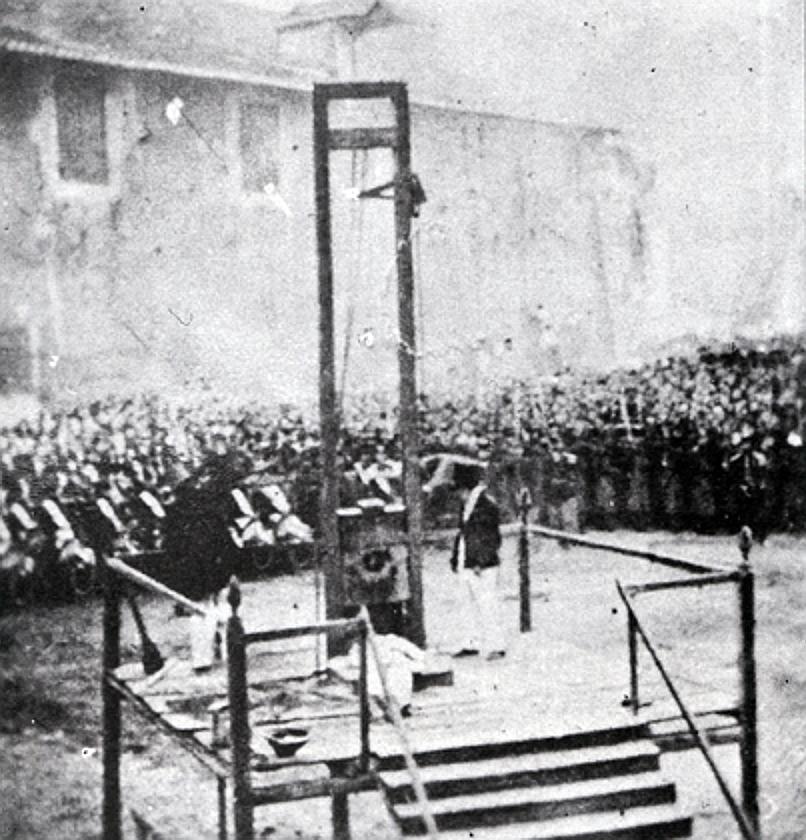
Terechtstelling van rebellen (1868) in Rome

De vice-camerlengo was een bisschop en/of kardinaal. Het ambt bestond van de 12e eeuw tot 1870, het jaar waarin de Pauselijke Staat werd afgeschaft door het koninkrijk Italië. De vice-camerlengo stond eeuwenlang de camerlengo van de Heilige Stoel bij, ten minste voor zaken die de hoofdstad aangingen.

## Oorsprong
Het ambt van gouverneur van Rome of vice-camerlengo werd voor het eerst te boek gesteld in 1198 door paus Innoncentius II. Deze paus bepaalde dat hij het ambt van prefect van Rome, een ambt van het Heilige Roomse Rijk en dus van de keizer, geleidelijk verving door het ambt van vice-camerlengo te creëren. De familie Di Vico had overigens het ambt van prefect van Rome erfelijk gemaakt. De vice-camerlengo hing hiërarchisch af van de paus, terwijl de prefect formeel een hoveling was van de keizer.

## Bevoegdheden en taken
De taken van de gouverneur van Rome zijn vermeld in een rapport van Lunadoro aan het pauselijk hof in het jaar 1644. De gouverneur van Rome ging protocollair voor andere bestuursambten in de Kerkelijke Staat. Na de kardinalen kwam protocollair de gouverneur van Rome indien hijzelf geen kardinaal was. 
De bevoegdheden waren zowel administratief als gerechtelijk. Op administratief vlak was de gouverneur verantwoordelijk voor de armenzorg in Rome, de verdeling van voedsel en het handhaven van de openbare orde, wat met name tijdens karnaval een belangrijke taak was. Op gerechtelijk vlak leidde de gouverneur de strafrechtbanken, die konden beschikken over een driehonderdtal politiemannen. De gouverneur was directeur-generaal van de politietroepen. 
Vanaf 1585 werden de ambten van gouverneur en vice-camerlengo definitief verenigd tot een functie. Dit was het werk van paus Sixtus V met zijn decreet Romanus Pontifex. 
In 1667 besliste paus Clemens IX dat de stadswijk Borgo geen bestuurder meer moest hebben want de gouverneur van Rome moest Borgo rechtstreeks besturen; Borgo was de wijk van de Vaticaanse heuvel en de Engelenburcht. Dit betekende het politioneel toezicht tijdens conclaven in de Vaticaanse paleizen, zoals ook paus Clemens XII bevestigde in het jaar 1732.
Pius VII voegde een bevoegdheid toe (1800). De gouverneur van Rome/vice-camerlengo verleende voortaan vergunningen voor handelszaken en controleerde daarmee de winkels in Rome. Dit was om illegale praktijken tegen te gaan. Tijdens karnavalsperiodes eiste Pius VII dat de gouverneur het gebruik van buskruit aan banden legde. De gouverneur controleerde later in de 19e eeuw het dragen van wapens, controleerde paspoorten van inkomende reizigers en organiseerde meer en meer zelf openbare evenementen. Paus Leo XII plaatste de pauselijke brandweer onder gezag van de gouverneur van Rome (1827). 